# Znada (kommun)
Znada (franska: Znada (CR), Znada (Commune Rurale), arabiska: توزينت) är en kommun i Marocko.   Den ligger i provinsen El Kelaâ des Sraghna och regionen Marrakech-Safi, i den norra delen av landet, 220 km söder om huvudstaden Rabat. Antalet invånare är 8 830.